# 59e division (armée impériale japonaise)
La 59e division (第59師団, Dai-go-jū-kyū shidan) est une unité d'infanterie de l'armée impériale japonaise basée à Jinan en Chine durant la Seconde Guerre mondiale. Son nom de code est Division Robe (衣兵団, Koromo-heidan). Elle est créée le 2 février 1942 en tant que division de sécurité (classe C), en même temps que les 58e et 60e divisions. En tant que division de sécurité, son épine dorsale est composée de bataillons d'infanterie indépendants et ne comprend pas de régiment d'artillerie. Elle recrute dans la préfecture de Chiba et a des bureaux de renforts à Kashiwa. Elle est initialement affectée à la 12e armée.

## Histoire
Peu après sa formation, la 59e division est chargée des missions de sécurité de la 10e brigade mixte indépendante. Elle combat d'abord la guérilla chinoise dans la xian de Guantao en juin 1942, puis à partir d'août, elle s'engage contre les forces de Yu Xuezhong (en). En novembre 1942, elle participe à la poussée vers l'est de Jinan, isolant des éléments de l'armée chinoise de la péninsule du Shandong.
En décembre 1942, la 59e division est l'objet de l'incident de Kantō (ja), une mutinerie spontanée durant son transfert au xian de Guantao. Des membres yakuzas incorporés recherchant de l'alcool provoquent la révolte de la compagnie de transport le 27 décembre 1942. La mutinerie est réprimée deux jours plus tard.
En janvier 1943, la 59e division affronte l'armée populaire de libération au nord-est de Jinan. En avril 1943, les opérations commencent dans les monts Taihang contre les chinois communistes. En juillet 1943, la 54e brigade d'infanterie est utilisée pour renforcer la 35e division. Les combats à la frontière de la province du Shandong continuent jusqu'en novembre 1943.
En janvier 1944, quelques troupes participent à l'imminente bataille du centre du Henan (en). Les restes de la 59e division continuent de maintenir l'ordre au Shandong, bien que des combats plus violents éclatent à partir de novembre 1944.
En mars 1945, une compagnie de mortier est ajoutée à la division. Bientôt, la 59e division débute un repli stratégique du Shandong sans être remplacée. Durant ce repli, une politique de la terre brûlée est largement mise en place et de nombreuses atrocités ont lieu, comme l'utilisation de coolies pour nettoyer les champs de mines ou l'assassinat en masse de civils par le 45e bataillon d'infanterie indépendant. Le 30 mai 1945, la 59e division est affectée à l'armée japonaise du Guandong puis à la 34e armée le 18 juin 1945. Les derniers bataillons de la 59e division arrivent à Hamhung en Corée début juillet 1945 et sont toujours réfugiés dans des positions fortifiées avec la 137e division lors de l'invasion soviétique de la Mandchourie le 9 août 1945 et la reddition du Japon le 15 août 1945.